# Omikron Piscium
Omikron Piscium (ο Piscium, förkortat OmiKron Psc, ο Psc), som är stjärnans Bayerbeteckning, är en stjärna belägen i sydöstra delen av stjärnbilden Fiskarna. Den har en skenbar magnitud på 4,27  och är svagt synlig för blotta ögat. Den befinner sig på ett avstånd av ca 280 ljusår (ca 86 parsek) från solen.

## Nomenklatur
Omikron Piscium har det traditionella namnet Torcularis septentrionalis.

## Egenskaper
Omikron Piscium är en orange till röd jättestjärna av spektralklass K0III och har en yttemperatur på ca 5 000 K. Den har en lägre i ytemperatur än solen, men har en ca 20 större radie och 96 gånger större utstrålning av energi.